# Fort van Ertbrand
Het Fort van Ertbrand is een fort dat deel is van de Stelling van Antwerpen. 

## Geschiedenis

### Bouw
De beslissing tot bouwen werd genomen op 30 maart 1906 door de regering De Smet de Naeyer. Op 14 februari 1907 werd het onteigeningsplan goedgekeurd. Het is een fort van tweede orde met samengevoegde caponnières, hetzelfde type als het fort van Breendonk. De totale oppervlakte beslaat 17 hectare en werd opgericht door de firma Bolsee uit Antwerpen. Voor de bouw werd er een speciaal ontsluitingsspoor van Stabroek naar Putte aangelegd voor de aanvoer van bouwmaterialen vanuit de haven van Lillo.
Het is gebouwd uit ongewapend beton met koepels bovenop en langs de flanken van het fort voor de hoofdbewapening. Het zwaarste geschut van die tijd, de Franse 27cm mortier, werd als voorbeeld gebruikt om de dikte van de muren en gewelven te berekenen. De Duitsers kwamen in 1914 met de 305mm Schwerer Küstenmörser 09, de 305mm Motormörser en de 420mm Kurze-Marine-Kanone 14 'M gerät'. Bij inslag van dit soort wapens werd het gewelf deels tot volledig vernietigd.
Boven de ingang is een betonnen plaat ingemetseld waar het jaar 1912 op staat, waarschijnlijk het jaar wanneer het fort grotendeels klaar was en de eerste manschappen zich er konden vestigen. Het fort zelf was goed voorzien voor bewapening. Zo waren er de koepels, geproduceerd door N.V. John Cockerill te Seraing, die vervaardigd waren van 22cm dik chroomnikkelstaal, boven op het fort voorzien voor geschut van 15 cm, 12 cm, 7,5 cm en 5,7 cm. De flanken waren uitgerust met 14 snelvuurkanonnen van 5,7 cm. De flanken werden verder nog verdedigd door kanonnen van 7,5 cm en 12 cm. Verder zorgden zoeklichten van 30 cm voor de verlichting van de omgeving tijdens een aanval. In het grootflankement was er ruimte voor een zoeklicht van 90 cm langs beide kanten samen met geschut van 7,5 cm en 12 cm. In totaal waren er twee draaikoepels voor de 12cm-houwitsers, vier draaikoepels voor een 7,5cm-kanonnen en ten slotte een draaikoepel voor twee 15cm-kanonnen.

### WO I en WO II
In augustus 1914 was het fort op volle sterkte toen er ongeveer 500 manschappen waren gelegerd. Deze stonden onder het bevel van Kommandant Jean Vogels. Veel actie was er uiteindelijk niet want het fort werd ontruimd toen Antwerpen bezet werd door de Duitsers. De Kommandant Jean Vogels werd op 19 oktober 1923 benoemd tot Ere-Majoor. In 1917 werd het fort deel van de Duitse verdediginslinie.
Na de 1ste Wereldoorlog werd het fort gemoderniseerd. Overdrukkamers tegen gasaanvallen en een anti-tankgracht werden geïnstalleerd. Wederom was het een maat voor niets want het fort werd geëvacueerd op 17 mei 1940. Na de wereldoorlog II werd het Fort gebruikt door de Belgische Ontmijningsdienst voor het vernietigen van springstoffen, mijnen en munitie.

### Heden
Tot eind 2016 was het fort in privébezit waardoor het onmogelijk was om het van dichterbij te bekijken. Als nieuwe eigenaar stelt Natuurpunt het fort sinds 2018 weer open voor wandelaars, na 70 jaar ontoegankelijk te zijn voor het publiek. Tevens is het een belangrijke overwinteringsplaats voor vleermuizen.